# Championnats du monde de nage en eau libre 2000
Navigation
Charm el-Cheikh 2002
La première édition des Championnats du monde de nage en eau libre se déroule à Honolulu, aux États-Unis, du 29 octobre au 4 novembre 2000.
Waikiki accueille les six épreuves programmées (5, 10 et 25 km hommes et femmes) de cette compétition. Organisée par la Fédération internationale de natation (FINA), elle est prévue pour être bisannuelle, en alternance avec les Championnats du monde de natation.
Un classement par équipes est institué pour chacune des 3 distances, avec l'attribution des médailles d'or, d'argent et de bronze, ouvert aux nations dont trois nageurs des deux sexes sont classés. Il est déterminé par l'addition des trois meilleurs temps mixtes, les deux meilleurs masculins et le meilleur féminin ou les deux meilleurs féminins et le meilleur masculin.

## Programme
- 31 octobre : 5 km femmes et 5 km hommes
- 2 novembre, à 7 h 30: 10 km hommes - à 11 h 30 : 10 km femmes
- 4 novembre, à 8 h : 25 km hommes - à 8 h 30 : 25 km femmes

## Résultats

### 5 km
| Rang   | Nom                    | Temps             | Points |
| ------ | ---------------------- | ----------------- | ------ |
| Or     | Peggy Büchse (GER)     | 1 h 2 min 36 s 29 | 18     |
| Argent | Kalyn Keller (USA)     | 1 h 2 min 40 s 42 | 16     |
| Bronze | Viola Valli (ITA)      | 1 h 2 min 41 s 18 | 14     |
| 4      | Edith van Dijk (NED)   | 1 h 2 min 43 s    | 12     |
| 5      | Valeria Casprini (ITA) | 1 h 2 min 43 s 27 | 10     |
| 6      | Britta Kamrau (GER)    | 1 h 2 min 45 s 13 | 8      |
| 7      | Irina Abysova (RUS)    | 1 h 2 min 46 s 96 | 6      |
| 8      | Annie Stein (USA)      | 1 h 2 min 47 s 34 | 5      |
| 9      | Olga Guseva (RUS)      | 1 h 2 min 49 s 24 | 4      |
| 10     | Brooke Townsend (AUS)  | 1 h 2 min 49 s 68 | 3      |
| 11     | Hayley Lewis (AUS)     | 1 h 3 min 15 s 70 | 2      |
| 12     | Karley Stutzel (CAN)   | 1 h 4 min 30 s 51 | 1      |

| Rang   | Nom                       | Temps          | Points |
| ------ | ------------------------- | -------------- | ------ |
| Or     | Yevgeny Bezruchenko (RUS) | 59 min 18 s 23 | 18     |
| Argent | David Meca (ESP)          | 59 min 20 s 64 | 16     |
| Bronze | Luca Baldini (ITA)        | 59 min 20 s 86 | 14     |
| 4      | Fabio Venturini (ITA)     | 59 min 22 s 17 | 12     |
| 5      | Aleksey Akatyev (RUS)     | 59 min 29 s 46 | 10     |
| 6      | Christof Wandratsch (GER) | 59 min 29 s 69 | 8      |
| 7      | Ky Hurst (AUS)            | 59 min 40 s 37 | 6      |
| 8      | John Flanagan (USA)       | 59 min 40 s 67 | 5      |
| 9      | Stéphane Lecat (FRA)      | 59 min 45 s 43 | 4      |
| 10     | Jure Bucar (SVN)          | 59 min 50 s 35 | 3      |
| 11     | Ben Hoffman (GER)         | 59 min 51 s 78 | 2      |
| 12     | Petar Stoychev (BUL)      | 59 min 54 s 42 | 1      |

### 10 km
| Rang   | Nom                        | Temps              | Points |
| ------ | -------------------------- | ------------------ | ------ |
| Or     | Edith van Dijk (NED)       | 2 h 6 min 44 s 44  | 18     |
| Argent | Melissa Pasquali (ITA)     | 2 h 7 min 38 s 88  | 16     |
| Bronze | Peggy Büchse (GER)         | 2 h 8 min 0 s 30   | 14     |
| 4      | Brooke Townsend (AUS)      | 2 h 8 min 16 s 11  | 12     |
| 5      | Etta van der Weijden (NED) | 2 h 8 min 47 s 52  | 10     |
| 6      | Paula Wood (GBR)           | 2 h 8 min 51 s 85  | 8      |
| 7      | Dawn Heckman (USA)         | 2 h 8 min 52 s 42  | 6      |
| 8      | Irina Abysova (RUS)        | 2 h 9 min 1 s 81   | 5      |
| 9      | Trudee Hutchinson (AUS)    | 2 h 9 min 7 s 11   | 4      |
| 10     | Karley Stutzel (CAN)       | 2 h 9 min 40 s 38  | 3      |
| 11     | Jana Pechanová (CZE)       | 2 h 11 min 14 s 01 | 2      |
| 12     | Pilar Geijo (ARG)          | 2 h 11 min 15 s 52 | 1      |

| Rang   | Nom                           | Temps              | Points |
| ------ | ----------------------------- | ------------------ | ------ |
| Or     | David Meca (ESP)              | 1 h 57 min 10 s 50 | 18     |
| Argent | Petar Stoychev (BUL)          | 1 h 57 min 14 s 44 | 16     |
| Bronze | Yevgeny Bezruchenko (RUS)     | 1 h 57 min 15 s 02 | 14     |
| 4      | Christof Wandratsch (GER)     | 1 h 57 min 15 s 46 | 12     |
| 5      | Emmanuel Poissier (FRA)       | 1 h 57 min 16 s 08 | 10     |
| 6      | Ben Hanley (USA)              | 1 h 57 min 16 s 62 | 8      |
| 7      | Vladimir Diattchine (AUS)     | 1 h 57 min 17 s 12 | 6      |
| 8      | Carl Gordon (NZL)             | 1 h 57 min 17 s 24 | 5      |
| 9      | Maarten van der Weijden (NED) | 1 h 57 min 17 s 40 | 4      |
| 10     | Scott Shepherd (NZL)          | 1 h 57 min 17 s 86 | 3      |
| 11     | Matt Martin (USA)             | 1 h 57 min 30 s 77 | 2      |
| 12     | Andres Maurer (GER)           | 1 h 57 min 33 s 59 | 1      |

### 25 km
| Rang   | Nom                    | Temps              | Points |
| ------ | ---------------------- | ------------------ | ------ |
| Or     | Edith van Dijk (NED)   | 5 h 30 min 4 s 07  | 18     |
| Argent | Viola Valli (ITA)      | 5 h 30 min 6 s 06  | 16     |
| Bronze | Angela Maurer (GER)    | 5 h 30 min 8 s 06  | 14     |
| 4      | Natalia Pankina (RUS)  | 5 h 31 min 25 s 25 | 12     |
| 5      | Valeria Casprini (ITA) | 5 h 32 min 1 s 82  | 10     |
| 6      | Regan Scheiber (USA)   | 5 h 32 min 11 s 15 | 8      |
| 7      | Britta Kamrau (GER)    | 5 h 33 min 13 s 91 | 6      |
| 8      | Olga Guseva (RUS)      | 5 h 33 min 53 s 62 | 5      |
| 9      | Audry Boitte (FRA)     | 5 h 38 min 42 s 88 | 4      |
| 10     | Briley Bergen (USA)    | 5 h 52 min 1 s 82  | 3      |
| 11     | Shelley Clark (AUS)    | 5 h 58 min 36 s 06 | 2      |
| 12     | Melissa Irwin (AUS)    | 6 h 7 min 28 s 28  | 1      |

| Rang   | Nom                    | Temps              | Points |
| ------ | ---------------------- | ------------------ | ------ |
| Or     | Iouri Koudinov (RUS)   | 4 h 55 min 51 s 12 | 18     |
| Argent | David Meca (ESP)       | 4 h 56 min 11 s 42 | 16     |
| Bronze | Aleksey Akatyev (RUS)  | 4 h 57 min 3 s 12  | 14     |
| 4      | Claudio Gargaro (ITA)  | 4 h 57 min 18 s 36 | 12     |
| 5      | Stéphane Gomez (FRA)   | 4 h 57 min 23 s 34 | 10     |
| 6      | Fabio Fusi (ITA)       | 4 h 58 min 9 s 26  | 8      |
| 7      | Gabriel Chaillou (ARG) | 4 h 58 min 25 s 79 | 6      |
| 8      | Stéphane Lecat (FRA)   | 4 h 59 min 49 s 51 | 5      |
| 9      | Mark Saliba (AUS)      | 5 h 0 min 15 s 12  | 4      |
| 10     | Andre Wilde (GER)      | 5 h 1 min 0 s 12   | 3      |
| 11     | Liam Weseloh (CAN)     | 5 h 2 min 16 s 81  | 2      |
| 12     | Simon Chocron (VEN)    | 5 h 4 min 22 s 62  | 1      |

### Classement par équipes (mixtes)
| Rang   | Nom                                                                  | Temps              |
| ------ | -------------------------------------------------------------------- | ------------------ |
| Or     | Italie Luca Baldini Fabio Venturini Viola Valli                      | 3 h 1 min 24 s 74  |
| Argent | Russie Yevgeny Bezruchenko Aleksey Akatyev Irina Abysova             | 3 h 1 min 34 s 65  |
| Bronze | Allemagne Christof Wandratsch Ben Hoffman Peggy Büchse               | 3 h 1 min 57 s 76  |
| 4      | États-Unis John Flanagan Steven McLeod Annie Stein                   | 3 h 2 min 15 s 53  |
| 5      | Australie Ky Hurst Stephen Penfold Brooke Townsend                   | 3 h 2 min 50 s 65  |
| 6      | France Stéphane Lecat Emmanuel Poissier Audry Boitte                 | 3 h 4 min 40 s 54  |
| 7      | Pays-Bas Maarten van der Weijden Edith van Dijk Etta van der Weijden | 3 h 7 min 8 s 08   |
| 8      | Argentine Gonzalo Diaz Miret Celeste Punet Pilar Geijo               | 3 h 14 min 15 s 09 |
| 9      | Royaume-Uni Greg Orphanides Matthew Kaiser Paula Wood                | 3 h 14 min 19 s 12 |
| 10     | Canada Tim Cowan Karley Stutzel Jennifer Coombs                      | 3 h 14 min 51 s 74 |

| Rang   | Nom                                                                  | Temps              |
| ------ | -------------------------------------------------------------------- | ------------------ |
| Or     | Allemagne Christof Wandratsch Andres Maurer Peggy Büchse             | 6 h 3 min 3 s 64   |
| Argent | Russie Yevgeny Bezruchenko Vladimir Diattchine Irina Abysova         | 6 h 3 min 33 s 95  |
| Bronze | États-Unis Ben Hanley Matt Martin Dawn Heckman                       | 6 h 3 min 39 s 81  |
| 4      | Australie Mark Saliba Leigh Bool Brooke Townsend                     | 6 h 9 min 48 s 87  |
| 5      | Canada Tim Cowan David Bilodeau Karley Stutzel                       | 6 h 12 min 26 s 74 |
| 6      | Pays-Bas Maarten van der Weijden Edith van Dijk Etta van der Weijden | 6 h 12 min 49 s 36 |
| 7      | Hongrie Balázs Cselényi Márton Tószegi Eszter Balázs                 | 6 h 42 min 50 s 71 |
| 8      | Argentine Gonzalo Diaz Miret Rafael Peréz Pilar Geijo                | 6 h 43 min 55 s 37 |

| Rang   | Nom                                                    | Temps               |
| ------ | ------------------------------------------------------ | ------------------- |
| Or     | Russie Iouri Koudinov Aleksey Akatyev Natalia Pankina  | 15 h 24 min 19 s 59 |
| Argent | Italie Claudio Gargaro Fabio Fusi Viola Valli          | 15 h 25 min 33 s 68 |
| Bronze | France Stéphane Gomez Stéphane Lecat Audy Boitte       | 15 h 35 min 55 s 73 |
| 4      | Allemagne Andre Wilde Christian Hansmann Angela Maurer | 15 h 52 min 3 s 09  |
| 5      | États-Unis Mark Leonard John Kenny Regan Scheiber      | 15 h 57 min 16 s 31 |
| 6      | Australie Mark Saliba Josh Santacaterina Shelley Clark | 16 h 11 min 12 s 26 |
| 7      | Argentine Gabriel Chaillou Rafael Peréz Celeste Puñet  | 17 h 7 min 19 s 74  |
| 8      | Canada Liam Wesloh Dave Ling Maxime Mentha             | 17 h 10 min 28 s 70 |

### Combiné
Le classement du combiné, pour les hommes comme pour les femmes, est obtenu par l'addition des points attribués aux douze classés de chacune des trois distances (5, 10 et 25 km), selon le barème suivant :
| Classement | Points attribués |
| ---------- | ---------------- |
| 1          | 18               |
| 2          | 16               |
| 3          | 14               |
| 4          | 12               |
| 5          | 10               |
| 6          | 8                |
| 7          | 6                |
| 8          | 5                |
| 9          | 4                |
| 10         | 3                |
| 11         | 2                |
| 12         | 1                |

| Rang | Pays        | 5 km | 10 km | 25 km | Total |
| ---- | ----------- | ---- | ----- | ----- | ----- |
| 1    | Italie      | 24   | 16    | 26    | 66    |
| 2    | Allemagne   | 26   | 14    | 20    | 60    |
| 3    | Pays-Bas    | 12   | 28    | 18    | 58    |
| 4    | États-Unis  | 21   | 6     | 11    | 38    |
| 5    | Russie      | 10   | 5     | 17    | 32    |
| 6    | Australie   | 5    | 16    | 3     | 24    |
| 7    | Royaume-Uni | 0    | 8     | 0     | 8     |
| 8    | Canada      | 1    | 3     | 0     | 4     |
| 9    | France      | 0    | 0     | 4     | 4     |
| 10   | Tchéquie    | 0    | 2     | 0     | 2     |
| 11   | Argentine   | 0    | 1     | 0     | 1     |

| Rang | Pays             | 5 km | 10 km | 25 km | Total |
| ---- | ---------------- | ---- | ----- | ----- | ----- |
| 1    | Russie           | 28   | 20    | 32    | 80    |
| 2    | Espagne          | 16   | 18    | 16    | 50    |
| 3    | Italie           | 26   | 0     | 20    | 46    |
| 4    | France           | 4    | 10    | 15    | 29    |
| 5    | Allemagne        | 10   | 13    | 3     | 26    |
| 6    | Bulgarie         | 1    | 16    | 0     | 17    |
| 7    | États-Unis       | 5    | 10    | 0     | 15    |
| 8    | Australie        | 6    | 0     | 4     | 10    |
| 9    | Nouvelle-Zélande | 0    | 8     | 0     | 8     |
| 10   | Pays-Bas         | 3    | 4     | 0     | 7     |
| 11   | Argentine        | 0    | 0     | 6     | 6     |
| 12   | Canada           | 0    | 0     | 2     | 2     |
| 13   | Venezuela        | 0    | 0     | 1     | 1     |

## Tableau des médailles
| Rang  | Nation     | Or | Argent | Bronze | Total |
| ----- | ---------- | -- | ------ | ------ | ----- |
| 1     | Russie     | 3  | 2      | 2      | 7     |
| 2     | Allemagne  | 2  | 0      | 3      | 5     |
| 3     | Pays-Bas   | 2  | 0      | 0      | 2     |
| 4     | Italie     | 1  | 3      | 2      | 6     |
| 5     | Espagne    | 1  | 2      | 0      | 3     |
| 6     | États-Unis | 0  | 1      | 1      | 2     |
| 7     | Bulgarie   | 0  | 1      | 0      | 1     |
| 8     | France     | 0  | 0      | 1      | 1     |
| Total | Total      | 9  | 9      | 9      | 27    |